# Walls and Bridges
Walls and Bridges är ett studioalbum av John Lennon, utgivet den 4 oktober 1974. Det blev etta på albumlistan i USA och sexa i Storbritannien. Låten "Whatever Gets You thru the Night" blev en av Lennons stora hitsinglar som soloartist och toppade singellistan i USA. John Lennons då 11-årige son Julian Lennon som John tagit upp kontakten med efter fyra år spelade trummor på spåret "Ya Ya".
Albumomslaget var designat som en sorts blädderbok, bland annat bestående av Lennons gamla barnteckningar, samt Lennon fotograferad med olika ansiktsuttryck.

## Låtlista
Samtliga låtar skrivna av John Lennon, om annat inte anges.
Sida A
1. "Going Down on Love" - 3:55
2. "Whatever Gets You Thru the Night" - 3:27
3. "Old Dirt Road" (John Lennon/Harry Nilsson) - 4:11
4. "What You Got" - 3:10
5. "Bless You" - 4:37
6. "Scared" - 4:37

Sida B
1. "#9 Dream" - 4:47
2. "Surprise, Surprise (Sweet Bird of Paradox)" - 2:55
3. "Steel and Glass" - 4:37
4. "Beef Jerky" - 3:26
5. "Nobody Loves You (When You're Down and Out)" - 5:09
6. "Ya Ya" (Lee Dorsey/Morris Levy/Clarence Lewis/Morgan Robinson) - 1:05

Bonusspår på 2005 års cd-utgåva
1. "Whatever Gets You Thru the Night" - 4:23 (live med Elton John)
2. "Nobody Loves You (When You're Down and Out)" - 5:07
3. "John Interviewed by Bob Mercer" - 3:48

## Listplaceringar
| Lista (1974)   | Position            |
| -------------- | ------------------- |
| Danmark        | 1 (DR "Top 20")     |
| Finland        | 13                  |
| Japan          | 14 (Oricon)         |
| Kanada         | 1 (RPM)             |
| Nederländerna  | 16                  |
| Norge          | 3 (VG-lista)        |
| Storbritannien | 6 (UK Albums Chart) |
| Sverige        | 6 (Kvällstoppen)    |
| USA            | 1 (Billboard 200)   |
| Västtyskland   | 41                  |